# Orthenches celeterica
Orthenches celeterica är en fjärilsart som beskrevs av Bradley 1982. Orthenches celeterica ingår i släktet Orthenches och familjen Plutellidae. Inga underarter finns listade i Catalogue of Life.